# Urophora tengritavica
Urophora tengritavica är en tvåvingeart som beskrevs av Valery Korneyev och Merz 1998. Urophora tengritavica ingår i släktet Urophora och familjen borrflugor. Inga underarter finns listade i Catalogue of Life.